# Struikbronsvleugelduif
De struikbronsvleugelduif (Phaps elegans) is een vogel uit de familie duiven (Columbidae).

## Kenmerken
De vogel heeft een afmeting van 32 cm. De doffer is grijs met een grijsgeelbruin voorhoofd en een bruine nekband. De wangen zijn wit, net als de omgeving rond het oor. De nek en rug zijn bruinachtig en de schouders en buikzijde zijn groenachtig grijs.De keel bevat een kastanjebruine vlek. Door het grijs van de vleugels schemert een geelachtige gloed. De vogel heeft bruine ogen, een grijszwarte snavel en donkere, paarsrode poten. De duivin heeft een niet zo scherpe kleur en tekening.

## Verspreiding en leefgebied
Deze soort komt voor in het zuiden en oosten van Australië en telt twee ondersoorten:
- P. e. occidentalis: zuidwestelijk Australië.
- P. e. elegans: van zuidelijk Zuid-Australië tot zuidoostelijk Queensland en Tasmanië.

De vogel vertoeft hoofdzakelijk in moerasachtig en dicht bushachtig terrein. Ook langs de kust is het dier te vinden.